# Morpho maculata
Morpho maculata är en fjärilsart som beskrevs av Johannes Karl Max Röber 1903. Morpho maculata ingår i släktet Morpho och familjen praktfjärilar. Inga underarter finns listade i Catalogue of Life.